# NGC 469
NGC 469 è una galassia a spirale situata nella costellazione dei Pesci. a una distanza di Hubble di 55,9 ± 3,9 megaparsec (circa 182 milioni di anni luce).
Fu scoperta nel 1864 da Albert Marth.